# یواس‌اس لوک‌اوت (وای‌ای‌جی‌آر-۲)
یواس‌اس لوک‌اوت (وای‌ای‌جی‌آر-۲) (به انگلیسی: USS Lookout (YAGR-2)) یک کشتی بود که طول آن 441' بود. این کشتی در سال ۱۹۴۵ ساخته شد.